# Catch the Wind
Catch the Wind è un brano musicale scritto dal cantautore scozzese Donovan. Fu pubblicato come singolo in Gran Bretagna il 12 marzo 1965 dalla Pye Records (Pye 7N 15801), e qualche mese dopo negli Stati Uniti dalla Hickory Records (Hickory 45-1309). La B-side del 45 giri era Why Do You Treat Me Like You Do? in entrambe le nazioni. 

## Il brano
Catch the Wind fu il singolo di debutto di Donovan. Raggiunse la posizione numero 4 nel Regno Unito e la numero 23 negli Stati Uniti (nella Billboard Hot 100). La versione del singolo ha la voce di Donovan trattata con l'effetto eco e una sezione d'archi. Il brano venne ri-registrato per il primo album di Donovan, What's Bin Did and What's Bin Hid, senza eco ed archi e con l'aggiunta di un assolo di armonica a bocca.
Quando la Epic Records compilò la lista dei brani da inserire nella raccolta Donovan's Greatest Hits nel 1968, l'etichetta si accorse di non possedere i diritti di pubblicazione delle versioni originali di Catch the Wind e del successivo singolo di Donovan, Colours. Quindi, Donovan reincise entrambe le canzoni per l'album, con l'accompagnamento di Big Jim Sullivan alla chitarra e Mickie Most come produttore discografico.

## Cover
- Johnny Rivers (1965)
- Melinda Marx (1965) (Vee Jay Records)
- Paul Revere & the Raiders nel 1966 per l'album Just Like Us!.
- The Blues Project (1966) nell'album Live at The Cafe Au Go Go
- Cher (1966)
- Siluete (1966)
- The Castiles (1967)
- Glen Campbell (1967)
- Claudine Longet (1968)
- Dottie West (1968)
- Lester Flatt & Earl Scruggs (1968)
- Peter Fonda (1968) come B-side del singolo November Night
- The Lettermen (1970)
- Timothy Barclay (1970)
- We Five (1970) sull'album Catch the Wind. Versione pubblicata su singolo nel 1971.[2]
- Buck Owens (1971)[3]
- Eartha Kitt (1972)[4]
- Sammy Hagar (1977) sull'album Sammy Hagar
- Vern Gosdin (1978) sull'album Never My Love
- Susanna Hoffs (1994) nell'album Susanna Hoffs.[5]
- Four to the Bar (1995) nell'album Another Son
- The Irish Descendants (1995) nell'album Gypsies and Lovers
- Arjen Anthony Lucassen (1997) nell'album Strange Hobby
- Judith Durham (1996/97) negli album Mona Lisas e Always There
- Katey Sagal (2004) sull'album Room
- The Spill Canvas (2007) nel disco Denial Feels So Good
- Liane Carroll (2007) nell'album Slow Down
- Jimmy LaFave (2007) nel disco Cimarron Manifesto
- Adam Bomb and the WMD's (2009) sull'album Live from Tehran
- Rickie Lee Jones (2012) nel disco Devil You Know
- Tommy Keene (2013) in Excitement At Your Feet, un album di cover
- Chet Atkins
- Joan Baez & Mimi Fariña in duetto nel disco Generations of Folk